# Vereniging van Vlaamse Letterkundigen
De Vereniging van Vlaamse Letterkundigen is een vereniging zonder winstoogmerk opgericht in 1907 door onder anderen Pol De Mont, Maurits Sabbe, Stijn Streuvels, Herman Teirlinck, Karel van de Woestijne en August Vermeylen. De VVL is de oudste schrijversvereniging van Vlaanderen.
De vereniging houdt de algemene ledenvergaderingen normaliter in Het Letterenhuis (voorheen het Archief en Museum voor het Vlaamse Cultuurleven (AMVC)). De VVL belegt met regelmaat (in Antwerpen veelal in literair café Den Hopsack aan de Grote Pieter Potstraat 24) literaire avonden onder de noemer Publiek Geheim, en geeft viermaal per jaar het tijdschrift De Auteur uit.